# Ji Jianhua
Ji Jianhua (chinês simplificado: 姬建华; Xinjiang, 29 de janeiro de 1982) é um ciclista olímpico chinês. Jianhua representou o seu país durante os Jogos Olímpicos de Verão de 2008, em Pequim.

## Carreira esportiva
- 2000 Xinjiang Kuerle Athletics Team
- 2002 Anhui Provincial Cyling Team
- 2007 National Team
- 2008 Skil-Shimano